# Contaminazione di acque sotterranee da parte di farmaci
La contaminazione di acque sotterranee da parte di farmaci, che sono inclusi nella categoria dei contaminanti emergenti, è stata riconosciuta come un problema scientifico di rilevanza pubblica a partire dalla fine del ventesimo secolo ed è oggetto di studio in discipline quali l'ingegneria ambientale, l'idrologia e la geochimica.
La contaminazione di acque sotterranee e superficiali da parte di farmaci desta preoccupazione in termini di lungo scenario, in cui si sospetta che questi composti, a fronte di un continuo rilascio nell'ambiente, possano accumularsi nel sottosuolo e provocare danni sia agli ecosistemi acquatici che alla salute dell'uomo. La natura stessa di queste molecole, che sono bioattive e difficilmente degradabili nell'ambiente, le rende di fatto una minaccia nel lungo periodo, nonostante le concentrazioni a cui sono tipicamente rilevate nelle acque (sotterranee e non) siano estremamente contenute. A tal proposito, l'Agenzia europea del farmaco fornisce specifiche indicazioni per completare le procedure di valutazione del rischio ambientale necessarie per ottenere l'autorizzazione all'immissione sul mercato dei farmaci.
A partire dalla fine del ventesimo secolo la ricerca scientifica ha iniziato a concentrarsi sullo studio di questo fenomeno. Uno dei principali obbiettivi rimane quello di comprendere l'effetto che la struttura molecolare dei farmaci ha sull'evoluzione del sistema falda, in termini di campi di concentrazione che vengono a delinearsi. Tra i principali meccanismi che governano questo fenomeno dal punto di vista idrologico vi sono i classici scambi di massa avvettivi e dispersivi, mentre dal punto di vista geochimico bisogna tener conto dell'insieme dei processi chimici che influiscono sulla mobilizzazione dei soluti in falda. Tra questi ultimi, spiccano per importanza i processi di biotrasformazione e biodegradazione, ma anche processi quali precipitazione, adsorbimento e altri tipi di reazione possono giocare ruoli fondamentali.

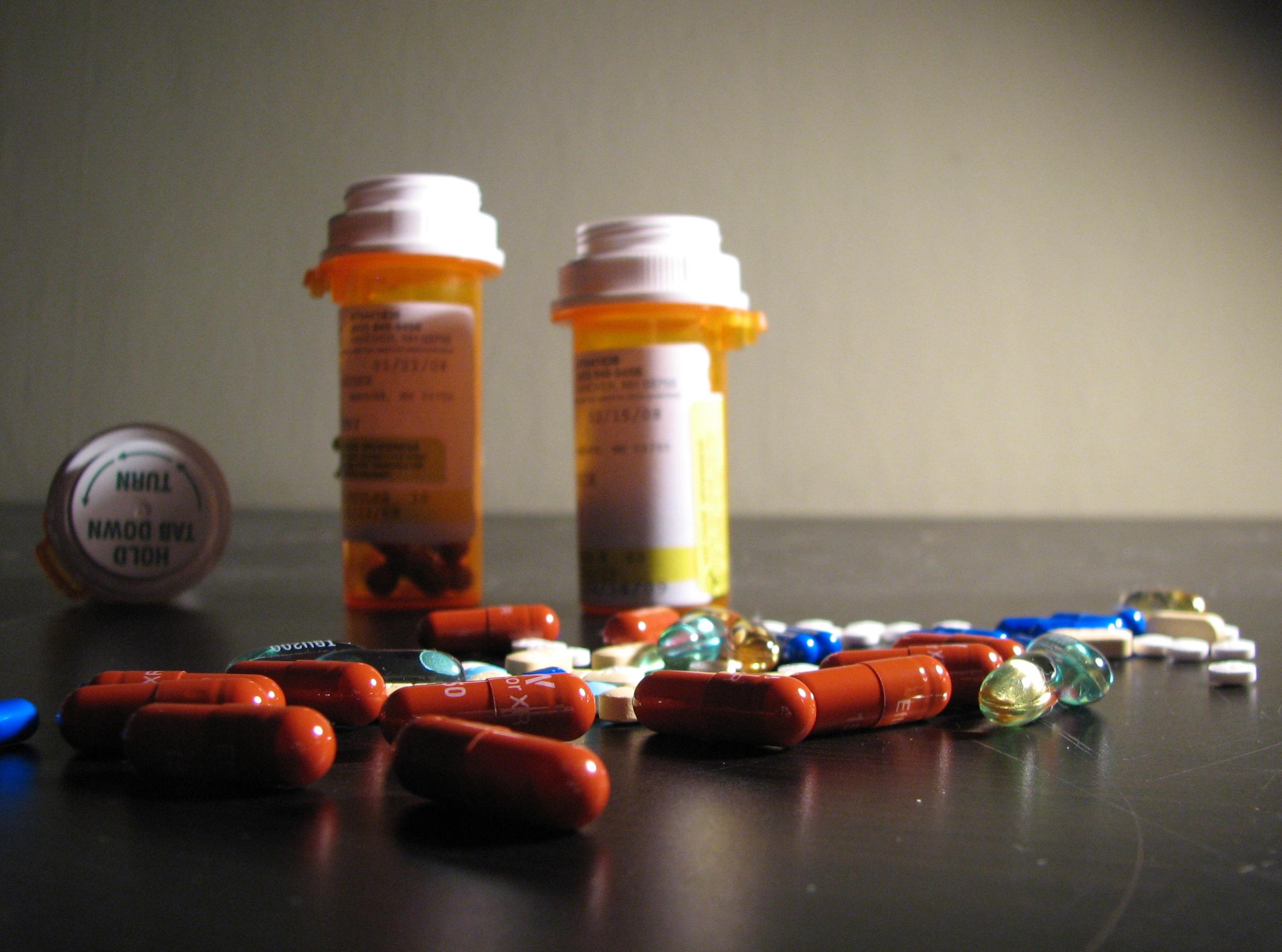
Assortimento di farmaci.

## Problema generale
I farmaci rappresentano una particolare minaccia per le falde acquifere in virtù della natura bioattiva che li contraddistingue rispetto ad altre classi di composti chimici. Questa caratteristica permette loro di interagire con i tessuti dei microrganismi che popolano il sottosuolo e li rende responsabili di fenomeni di bioaccumulo e bioamplificazione. La loro presenza nelle acque sotterranee può determinare l'insorgenza di fenomeni di resistenza batterica agli antibiotici o causare alterazioni nel sistema endocrino di specie animali che vivono nelle acque superficiali. Come principale fonte di acqua potabile, gli acquiferi devono essere preservati nella loro integrità, pena la minaccia stessa alla salute dell'uomo.

## Classi di farmaci comunemente rilevate
Le classi di farmaci più comunemente rilevate nelle falde acquifere sono elencate a seguire.
- Antibiotici
- Estrogeni e ormoni
- Antinfiammatori e analgesici
- Antiepilettici
- Regolatori lipidici
- Antipertensivi
- Mezzi di contrasto
- Antidepressivi
- Antistaminici

| classi di farmaci             | farmaci                                   |
| ----------------------------- | ----------------------------------------- |
| antibiotici                   | sulfametossazolo, triclosano, lincomicina |
| estrogeni e ormoni            | 17-β estradiolo, estrone                  |
| antinfiammatori ed analgesici | diclofenac, paracetamolo, ibuprofene      |
| antiepilettici                | carbamazepina                             |
| regolatori lipidici           | acido clofibrico                          |
| antipertensivi                | atenololo                                 |
| antidepressivi                | benzodiazepina                            |
| mezzi di contrasto            | iopamidolo                                |

## Proprietà chimiche di maggior rilevanza
La struttura molecolare dei farmaci ha un impatto rilevante sui tipi di processi idrologici e geochimici che ne determinano la mobilizzazione nel sistema falda acquifera. Le proprietà chimiche di maggior interesse in questo contesto, che dipendono a loro volta dalla struttura stessa della molecola, sono elencate a seguire:
- Solubilità in fase acquosa

Al crescere del prodotto di solubilità {\displaystyle K_{S}} del composto chimico, aumenta la capacità dello stesso di dissolversi in fase acquosa. Per tale ragione le sostanze polari, che possono tipicamente dissolversi in acqua, sono dette idrofile e risentono dell'effetto di reazioni di dissoluzione e precipitazione.
- Lipofilia, frequentemente misurata in termini del coefficiente di ripartizione ottanolo-acqua {\displaystyle K_{OW}}

Al crescere di {\displaystyle K_{OW}}(ovvero per molecole progressivamente più apolari), la sostanza tende a preferire le fasi organiche a quella acquosa. In questo caso, il farmaco risulta essere una maggior minaccia per i terreni piuttosto che per la falda acquifera in sé, dalla quale tende ad essere adsorbito. D'altra parte, aumentano i rischi di bioaccumulo e biomagnificazione perché il farmaco avrà una maggior affinità all'interazione con i tessuti (organici) degli organismi viventi. Composti altamente apolari, infatti, non risultano soggetti a processi di dissoluzione o precipitazione in fase acquosa.
- Affinità all'adsorbimento

Questa caratteristica è tipicamente misurata tramite il coefficiente di ripartizione carbonio organico-acqua {\displaystyle K_{OC}}, che rappresenta una caratteristica intrinseca della molecola e risulta correlato al coefficiente di ripartizione ottanolo-acqua {\displaystyle K_{OW}} attraverso una relazione di proporzionalità.
- Proprietà acide

In funzione del valore delle costanti di dissociazione acida, comunemente misurate in termini di {\displaystyle Pk_{a}}, si può prevedere l'esito finale di reazioni acido-base e di ionizzazione all'equilibrio termochimico.
- Affinità a partecipare a reazioni di ossidoriduzione, anche nel contesto in cui queste siano mediate da meccanismi di metabolismo cellulare.

La struttura molecolare dei farmaci determina la loro propensione a reagire, in condizioni opportune, con altri composti. Le reazioni chimiche dei composti organici avvengono tipicamente per addizione, sostituzione o eliminazione di particolari gruppi funzionali. Spesso, inoltre, avvengono in modo tale che il substrato organico sia soggetto ad un cambiamento nel proprio stato ossidativo. Questi processi possono essere sia biotici che abiotici, a seconda che siano mediati o meno da processi di metabolismo cellulare da parte di microrganismi. Nel primo caso si parla di reazioni di biodegradazione o biotrasformazione, mentre nel secondo si parla di trasformazione in senso più generale.

## Processi di trasporto e attenuazione
L'evoluzione del sistema falda in condizioni di contaminazione da parte di farmaci dipende da diversi processi. Il quadro teorico di riferimento è quello del trasporto reattivo di soluti nel mezzo poroso alla scala del continuo ed è matematicamente descritto dalla classica equazione di avvezione-dispersione-reazione (ADRE):
{\displaystyle {\frac {\partial }{\partial t}}(\phi C_{W}({\boldsymbol {x}},t))=-\underbrace {\nabla (\phi C_{W}({\boldsymbol {x}},t){\boldsymbol {v}}({\boldsymbol {x}},t))} _{\text{avvezione}}+\underbrace {\nabla (\phi {\boldsymbol {D}}({\boldsymbol {x}},t)\nabla C_{W}({\boldsymbol {x}},t))} _{\text{dispersione idrodinamica}}+\underbrace {R} _{\text{accumulo}}}
Dove {\displaystyle \phi } rappresenta la porosità del mezzo e {\displaystyle {\boldsymbol {x}}} e {\displaystyle t} rappresentano, rispettivamente, le coordinate spaziale e temporale. {\displaystyle \nabla } rappresenta l'operatore divergenza (o gradiente quando è applicato a {\displaystyle C_{W}}). {\displaystyle C_{W}({\boldsymbol {x}},t)}denota invece la concentrazione del contaminante in fase acquosa, mentre {\displaystyle {\boldsymbol {v}}({\boldsymbol {x}},t)} e {\displaystyle D({\boldsymbol {x}},t)} rappresentano rispettivamente il campo di velocità e il tensore di dispersione idrodinamica. Quest'ultimo è solitamente funzione della sola coordinata spaziale. Infine, il termine di accumulo o consumo {\displaystyle R} è attribuibile all'insieme dei processi reattivi che hanno luogo nel sistema, fra cui adsorbimento, precipitazione, dissociazione acida e altre reazioni di trasformazione come quelle di biodegradazione.

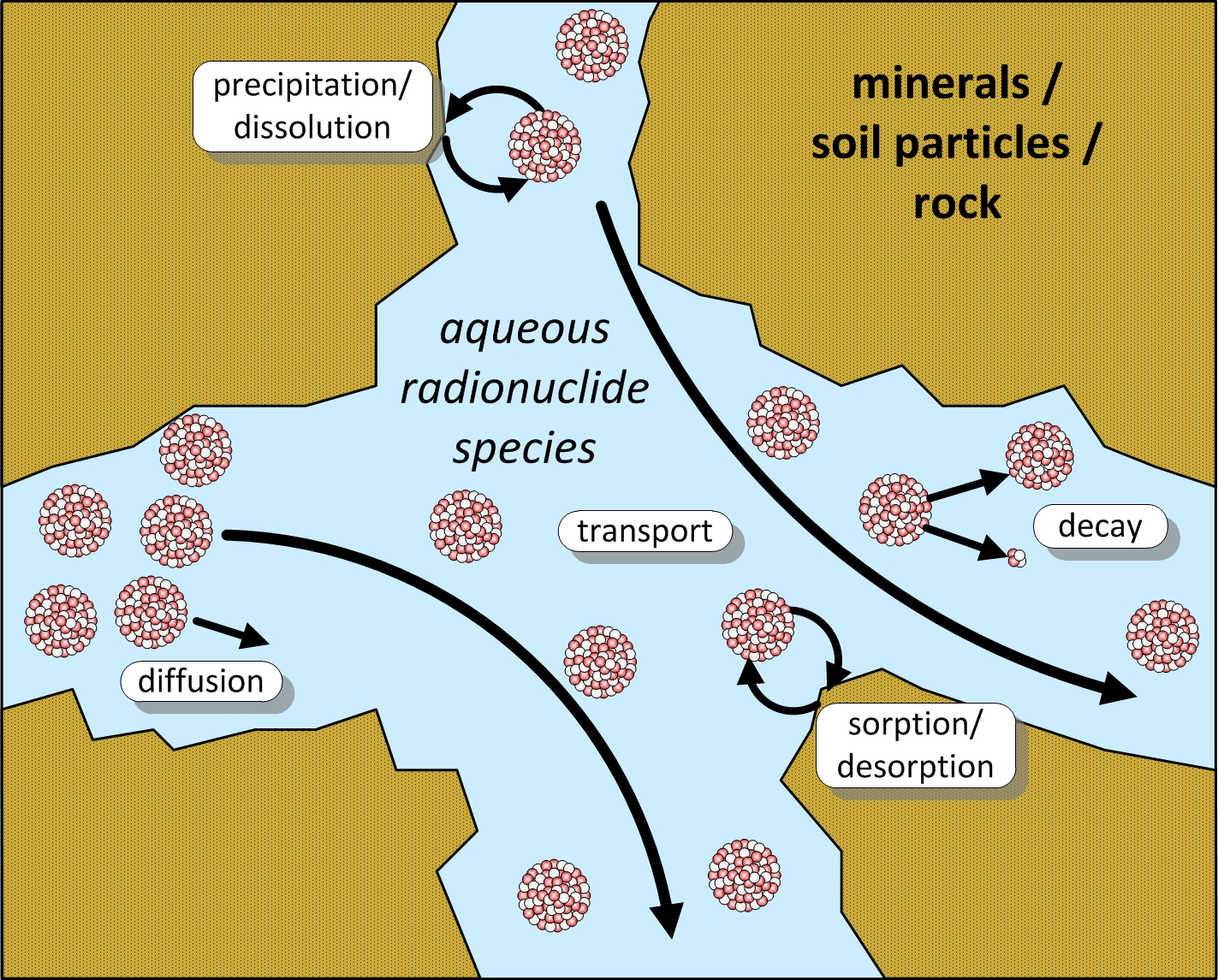
Esempi di processi inclusi nei modelli idro-geochimici di trasporto reattivo in falda.

I processi che governano il trasporto nel mezzo poroso sono imputabili alle classiche avvezione e dispersione, mentre i processi geochimici più influenti (afferenti al termine {\displaystyle R} nell'ADRE) possono essere raggruppati come segue:
- Adsorbimento su fase solida

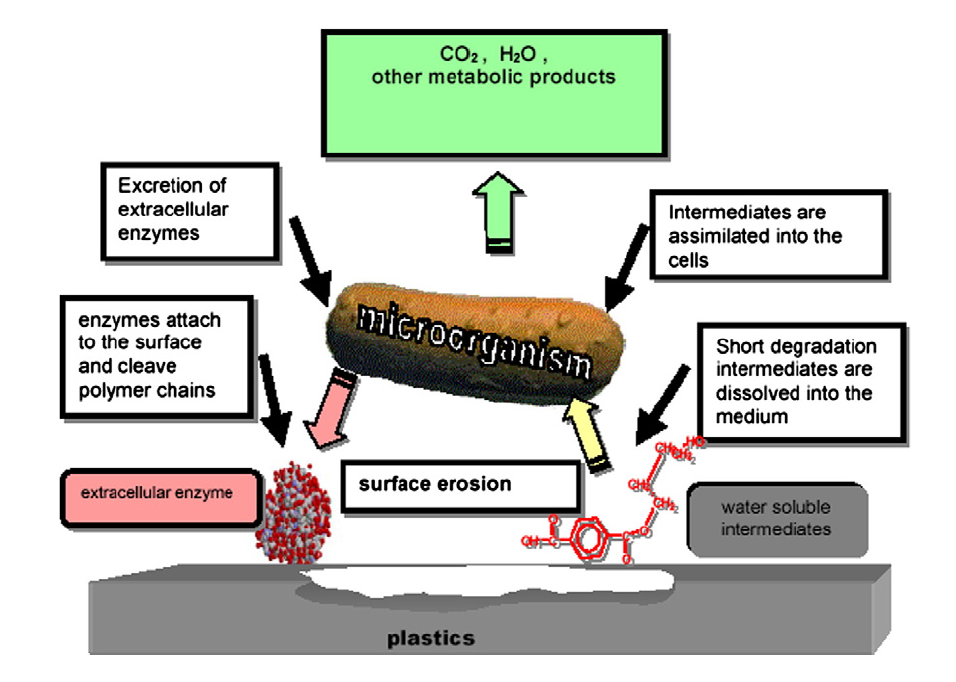
Esempio illustrativo di un potenziale meccanismo di biodegradazione mediata da microrganismi.

Il termine adsorbimento identifica quella reazione eterogenea per cui parte del soluto disciolto in fase acquosa va ad aderire alla fase solida del mezzo, venendo così rimosso dalla fase liquida. Nel caso di farmaci questo fenomeno è tipicamente modellizzato con isoterme lineari di adsorbimento, che risultano particolarmente opportune quando le concentrazioni di soluto sono sufficientemente basse. Per contaminanti organici l'adsorbimento risulta correlato sia al coefficiente di ripartizione carbonio organico - acqua {\displaystyle K_{OC}} della molecola, sia al contenuto di carbonio organico {\displaystyle f_{OC}} nell'assorbente solido. L'effetto prodotto è quello di introdurre un ritardo nella mobilizzazione del soluto rispetto al caso in cui questo processo sia assente. Questa reazione avviene solitamente in maniera tale che la condizione di equilibrio termochimico sia raggiunta istantaneamente.
- Dissoluzione e precipitazione

Il termine precipitazione (dissoluzione è la sua reazione inversa) identifica la reazione eterogenea per cui un minerale o un sale viene trasferito dalla fase solida alla fase acquosa, in cui giunge sotto forma sia anionica che cationica, secondo un rapporto determinato sia dai coefficienti della formula molecolare che dal prodotto di solubilità. Questa reazione può avvenire in maniera istantanea (all'equilibrio), oppure può essere governate dalle leggi della cinetica chimica.
- Dissociazione acida

La dissociazione acida o ionizzazione è una reazione omogenea per cui un soluto disciolto in fase acquosa si scinde in un anione e uno o più protoni (ancora in fase acquosa), a seconda della forza dell'acido in questione. Per i farmaci, che sono molecole organiche, le costanti di dissociazione acida sono solitamente elevate. Si parla pertanto di acidi deboli, che tenderanno a rimanere principalmente in soluzione in forma neutra.
- Biodegradazione, biotrasformazione e altre reazioni di trasformazione

Con il termine biodegradazione si identifica l'insieme di tutti quei processi chimici mediati da microrganismi che, durante il loro naturale percorso di crescita, determinano un consumo diretto o indiretto del substrato (ad esempio il farmaco). Questi processi sono tipicamente portati avanti tramite reazioni di ossidoriduzione e attraverso meccanismi di eliminazione, sostituzione o addizione di gruppi funzionali. Si tratta spesso di reazioni multistadio, in cui uno o più stadi possono rivelarsi lenti, ovvero determinare la velocità di avanzamento della reazione. Con il termine biotrasformazione si indicano invece quelle reazioni chimiche che, al contrario di quelle biodegradative, non conducono ad un'effettiva mineralizzazione del composto organico iniziale in specie chimiche nel loro massimo stato d'ossidazione (acqua ed anidride carbonica). Questo tipo di processo risulta fondamentale per modellare correttamente l'evoluzione del sistema da un punto di vista idrologico e geochimico. Pur essendo solitamente descritto dal punto di vista matematico da reazioni cinetiche lineari, esistono evidenze scientifiche che suggeriscono che tale interpretazione sia eccessivamente semplificativa e impedisca dunque una corretta previsione dell'evoluzione del sistema.